# Галерея Бівербрук

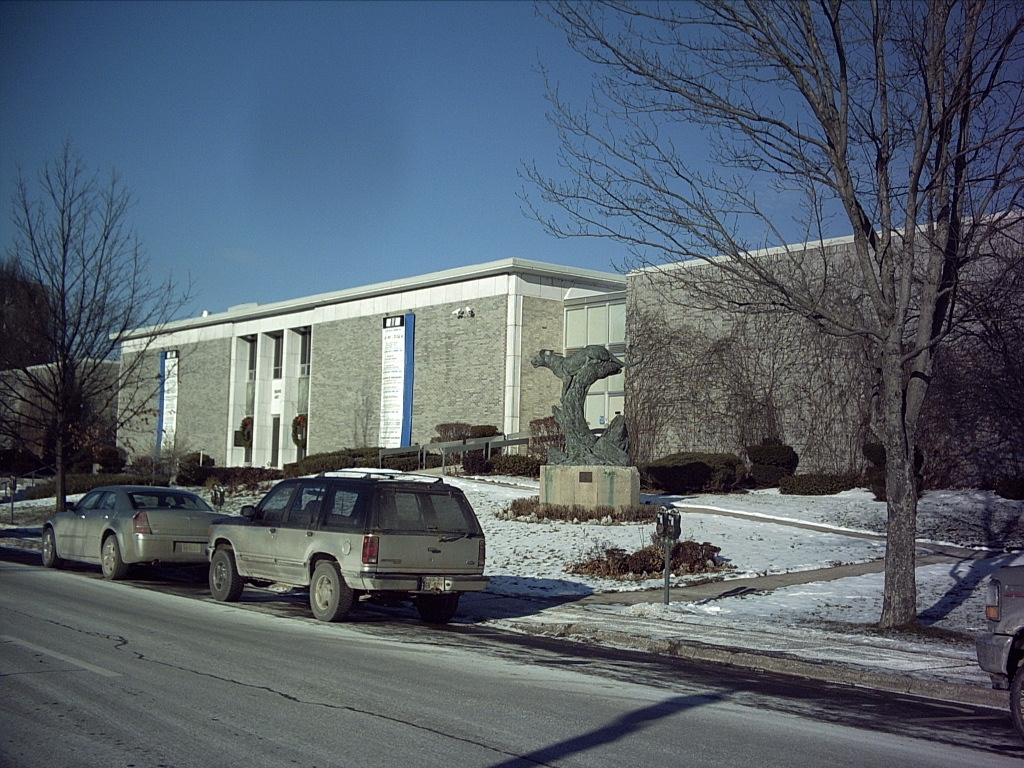
Вид на галерею Бівербрук

 Галерея Бівербрук (англ. Beaverbrook Art Gallery) — художня галерея в місті Фредериктон (провінція Нью-Брансвік, Канада). Галерея розташована на південно-західному березі річки Сент-Джон, навпроти будинку Законодавчих зборів провінції.

## Колекція
Незважаючи на невеликі розміри галерея отримала всесвітню популярність завдяки своїй видатній колекції картин британських майстрів від єлизаветинської епохи до сучасності, включаючи картини Томаса Гейнсборо, Джошуа Рейнольдса, Вільяма Тернера, Джона Констебла і Едвіна Генрі Лендсіра. Сучасне британське мистецтво представлене роботами Стенлі Спенсера, Уолтера Ричарда Сікерта, Вільяма Орпена і Грехема Сазерленда, в тому числі його підготовчі ескізи до знаменитого портрета Вінстона Черчілля.
Галерея має великої колекцією картин канадського пейзажиста і майстра жанрового живопису XIX століття Корнеліуса Крігхоффа (1815–1872), яка знаходиться в постійній експозиції. У постійній експозиції також картини художників, що входили до Групи семи, роботи Емілі Карр і Девіда Мілна, а також інших канадських художників XX століття — Поля-Еміля Бордюа, Жана-Поля Ріопеля, Джека Буша і Джона Бойла.
Пейзажі Нью-Брансуика, акварелі та малюнки таких художників, як Ентоні Флауер (1792–1875), Джордж Т. Тейлор (1838–1913) і Джордж Нельсон Сміт (1789–1854) є важливою частиною колекції канадської живопису XIX століття. В зібранні представлені також роботи канадського імпресіоніста Джеймса Вілсона Морріса (1865–1924).
Галерея має прекрасну колекцію картин пізнього Відродження, європейської меблів, предметів декоративно-ужиткового мистецтва, гобеленів та англійської порцеляни XVIII–XIX століть

## Історія
Галерея заснована у 1959 році газетним магнатом і політиком лордом Бівербруком як подарунок своїй рідній провінції, в якій він провів дитинство. Будівля галереї побудовано з вапняку, граніту і мармуру. Нове східне крило галереї добудовано у 1983 році. У колекції музею знаходиться близько трьох тисяч робіт. В даний час при збільшенні колекції пріоритетом користуються роботи сучасних художників і скульпторів Нью-Брансуика.

## Галерея

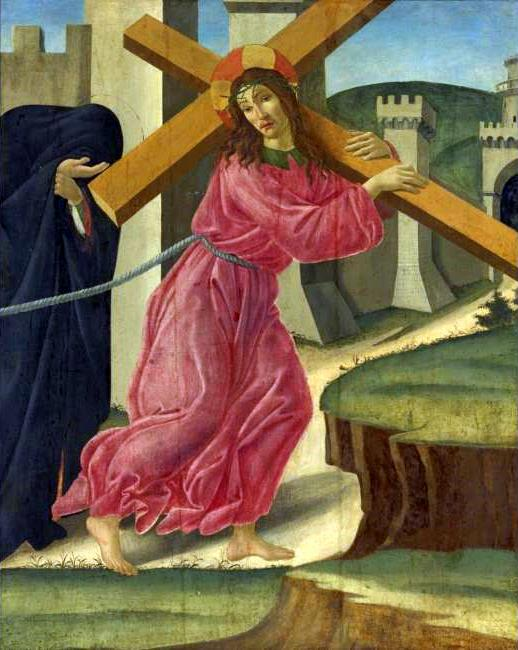
Сандро Боттічеллі, «Несіння хреста», 1490
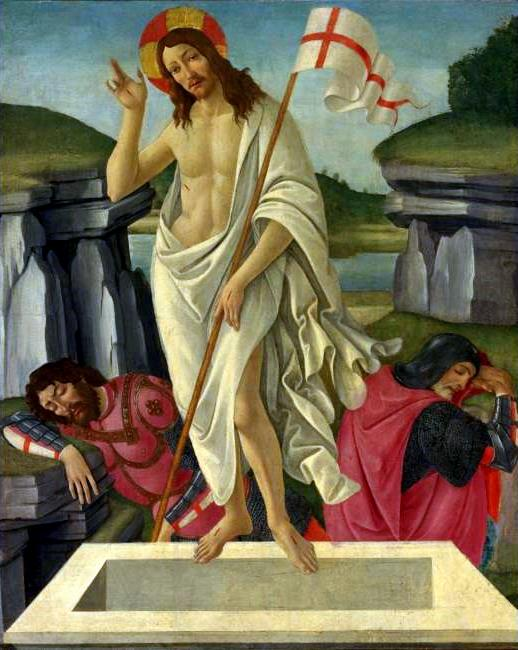
Сандро Боттічеллі, «Воскресіння», 1490
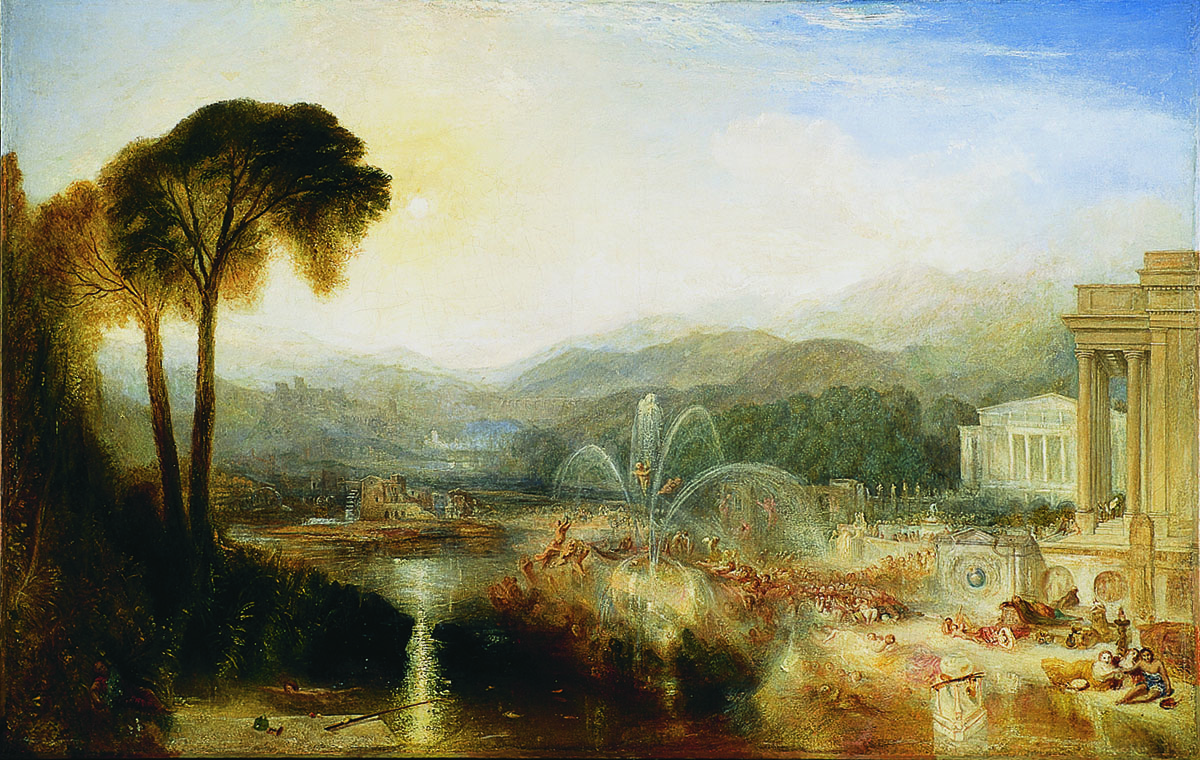
Вільям Тернер, «Фонтан ледарства», 1834
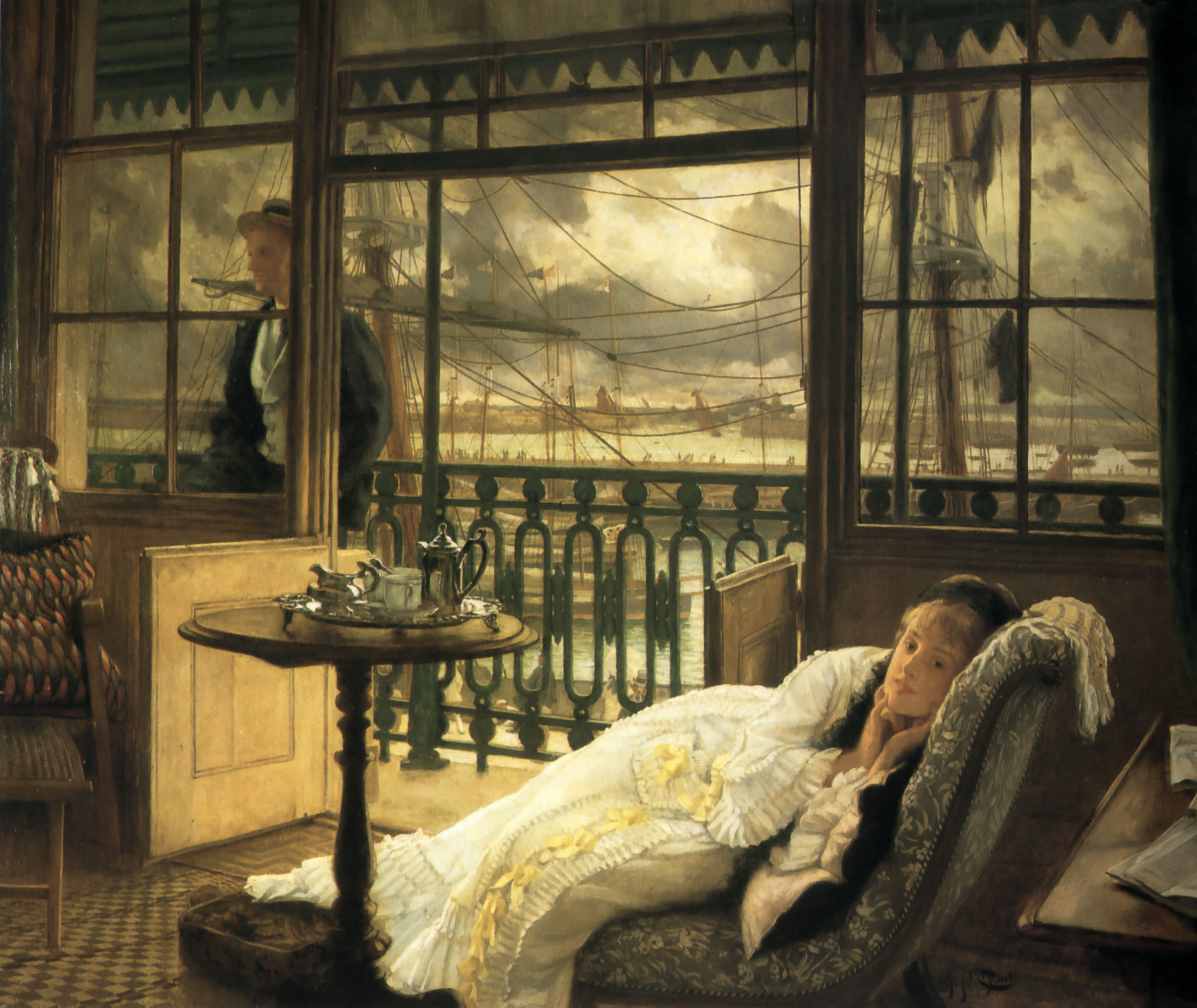
Джеймс Тіссо, «Скороминучий шторм», 1876
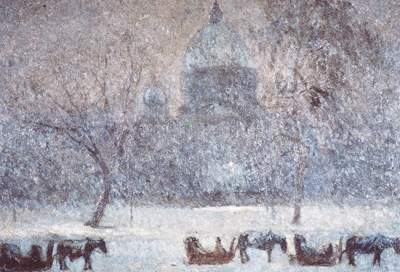
Моріс Ґелбрайт Калін, «Собор Сент-Джеймс, площа Домініон, Монреаль», 1909–1912
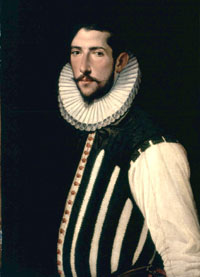
Бартоломео Пассаротті, «Молодий чоловік»
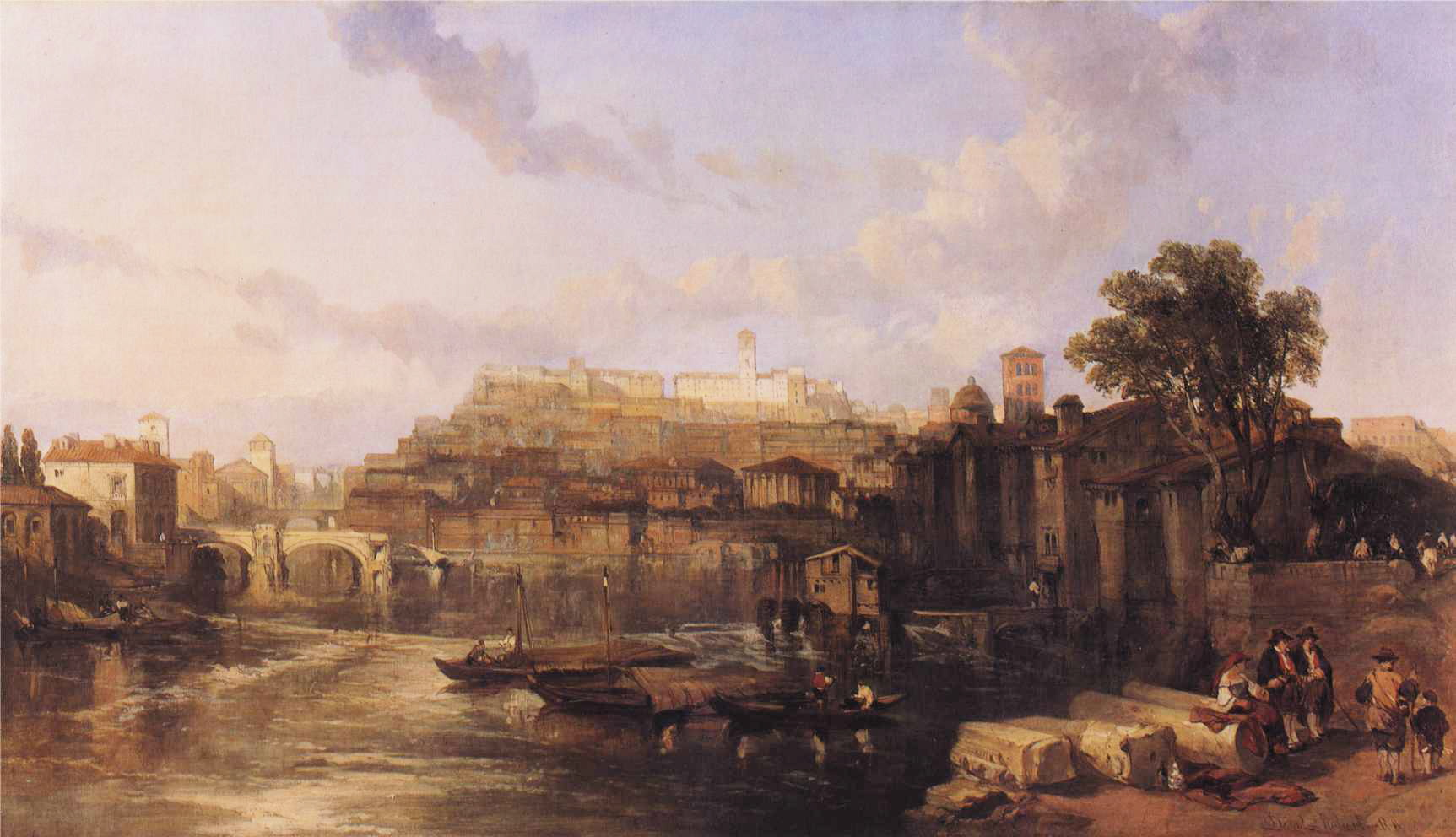
Девід Робертс, «Вид на Тибр у Римі», 1863